# Gong Min-jeung
Gong Min-jeung née le 30 septembre 1986 à Seoul, est une actrice sud-coréenne,.

## Biographie
Elle est diplômée d'un baccalauréat du Département d'art cinématographique de l'université de Konkuk.
Elle est connue pour ses rôles dans trois films Hong Sang-soo, Yourself and Yours, On the Beach at Night Alone, and Grass. Aussi pour ses rôles dans des séries télévisées telles que Temperature of Love (2017). Dans son travail télévisé, comme Familiar Wife (2018) et Sweet Munchies (2020). Son rôle le plus populaire à ce jour est Pyo Mi-seon, une infirmière dentaire, dans la série télévisée de comédie romantique Hometown Cha-Cha-Cha (2021). En 2020, elle a remporté le prix de la mention spéciale du meilleur acteur fantastique au 24e festival international du film fantastique de Puchon pour Zombie Crush: Heyri,.